# Манастир Брњак
Манастир Брњак је женски манастир Српске православне цркве који се налази у Брњаку у општини Зубин Поток, на Косову и Метохији у Републици Србији. Припада епархији рашко-призренској, посвећен је Светом великомученику Георгију.
Старешина манастира је игуманија Стефанида (Главчић), са сестринством на челу од 4. маја 2020. године.

## Историјат
Манастир Брњак је по предању подигла света Јелена Анжујска у 13. веку жена Уроша I Немањића.
Његово Преосвештенство Епископ рашко-призренски Теодосије Шибалић донео је одлуку да се у циљу унапређења живота у Ибарском Колашину интензивније поради на томе да петнаест монахиња Манастира Грачанице на челу са досадашњом игуманијом мати Стефанидом наставе свој монашки живот у обновљеном манастиру у Брњаку, општина Зубин Поток.
Тамо је за сада направљена црква посвећена Светом Георгију, а поред храма је нови монашки конак. У обнови манастира посебно учествује добротвор Раде Добрић са својом породицом из Зубиног Потока. Велика жеља народа овог краја јесте да помогне изградњу овог манастира изнад језера Газиводе, и да поред два мушка манастира (Црном реком и Дубоким Потоком) буде на додатно духовно охрабрење нашег верног народа.
Света Јелена Анжујска ова немањићка снаха издваја се од многих странкиња удатих за престолонаследнике средњевековне Србије. Издваја се по много чему, пре свега по својој љубави према Србији, где је око 1245-1250 дошла стазом засутом јоргованима. У Старом Расу она је одживела срећан брак са сином Стефана Првовенчаног, Урошем I Немањићем, и своје дуго, тридесетседмогодишње, удовство у Брњаку (данас Газиводе језера).